# Lysandra antitransiens
Lysandra antitransiens är en fjärilsart som beskrevs av Bright och Leeds 1938. Lysandra antitransiens ingår i släktet Lysandra och familjen juvelvingar. Inga underarter finns listade i Catalogue of Life.